# Rivière Isla (Moray)
Pour les articles homonymes, voir Isla.
La rivière Isla (en gaélique écossais: Uisge Ile) est un affluent de la Deveron dans le nord-est de l'Écosse. La zone qui l'entoure est connue sous le nom Strathisla (à ne pas confondre avec Glenisla, qui est elle autour de la rivière Isla dans le Perthshire)

## Géographie
Elle prend sa source au nord-est de Milltown d'Auchindoun et coule vers le nord est sur 29 kilomètres à travers Strathisla, séparant Keith de Fife-Keith, puis forme la frontière entre la région de Moray et l'Aberdeenshire sur une courte distance avant de rejoindre le Deveron près Rothiemay.